# Muškatni orah
Muškatni orah (lat. Myristica), biljni rod s preko 170 vrsta listopadnog i vazdazelenog drveća iz porodice muškatovčevki (Myristicaceae).

## Vrste
1. Myristica acsmithii W.J.de Wilde
2. Myristica agusanensis Elmer
3. Myristica alba W.J.de Wilde
4. Myristica andamanica Hook.f.
5. Myristica archboldiana A.C.Sm.
6. Myristica arfakensis W.J.de Wilde
7. Myristica argentea Warb.
8. Myristica atrescens W.J.de Wilde
9. Myristica atrocorticata W.J.de Wilde
10. Myristica basilanica W.J.de Wilde
11. Myristica beccarii Warb.
12. Myristica beddomei King
13. Myristica bialata Warb.
14. Myristica bifurcata (J.Sinclair) W.J.de Wilde
15. Myristica bombycina King ex Hook.f.
16. Myristica borneensis Warb.
17. Myristica brachypoda W.J.de Wilde
18. Myristica brassii A.C.Sm.
19. Myristica brevistipes W.J.de Wilde
20. Myristica buchneriana Warb.
21. Myristica byssacea W.J.de Wilde
22. Myristica cagayanensis Merr.
23. Myristica carrii J.Sinclair
24. Myristica castaneifolia A.Gray
25. Myristica cerifera A.C.Sm.
26. Myristica ceylanica A.DC.
27. Myristica chartacea Gillespie
28. Myristica chrysophylla J.Sinclair
29. Myristica cinnamomea King
30. Myristica clemensii A.C.Sm.
31. Myristica coacta W.J.de Wilde
32. Myristica colinridsdalei W.J.de Wilde
33. Myristica concinna J.Sinclair
34. Myristica conspersa W.J.de Wilde
35. Myristica cornutiflora J.Sinclair
36. Myristica corticata W.J.de Wilde
37. Myristica crassa King
38. Myristica crassipes Warb.
39. Myristica cucullata Markgr.
40. Myristica cumingii Warb.
41. Myristica cylindrocarpa J.Sinclair
42. Myristica dactyloides Gaertn.
43. Myristica dasycarpa W.J.de Wilde
44. Myristica depressa W.J.de Wilde
45. Myristica devogelii W.J.de Wilde
46. Myristica duplopunctata W.J.de Wilde
47. Myristica duthiei King ex Hook.f.
48. Myristica elliptica Wall. ex Hook.f. & Thomson
49. Myristica ensifolia J.Sinclair
50. Myristica extensa W.J.de Wilde
51. Myristica fallax Warb.
52. Myristica faroensis Hemsl.
53. Myristica fasciculata W.J.de Wilde
54. Myristica fatua Houtt.
55. Myristica filipes W.J.de Wilde
56. Myristica firmipes J.Sinclair
57. Myristica fissiflora W.J.de Wilde
58. Myristica fissurata W.J.de Wilde
59. Myristica flavovirens W.J.de Wilde
60. Myristica flosculosa J.Sinclair
61. Myristica fragrans Houtt.
62. Myristica frugifera W.J.de Wilde
63. Myristica fugax W.J.de Wilde
64. Myristica fusca Markgr.
65. Myristica fusiformis W.J.de Wilde
66. Myristica gamblei King ex Hook.f.
67. Myristica garciniifolia Warb.
68. Myristica gigantea King
69. Myristica gillespieana A.C.Sm.
70. Myristica globosa Warb.
71. Myristica gracilipes J.Sinclair
72. Myristica grandifolia A.DC.
73. Myristica guadalcanalensis W.J.de Wilde
74. Myristica guatteriifolia A.DC.
75. Myristica guillauminiana A.C.Sm.
76. Myristica hollrungii Warb.
77. Myristica hooglandii J.Sinclair
78. Myristica hypargyraea A.Gray
79. Myristica impressa Warb.
80. Myristica impressinervia J.Sinclair
81. Myristica inaequalis W.J.de Wilde
82. Myristica incredibilis W.J.de Wilde
83. Myristica iners Blume
84. Myristica ingens (Foreman) W.J.de Wilde
85. Myristica ingrata W.J.de Wilde
86. Myristica inopinata J.Sinclair
87. Myristica insipida R.Br.
88. Myristica inundata W.J.de Wilde
89. Myristica inutilis Rich. ex A.Gray
90. Myristica johnsii W.J.de Wilde
91. Myristica kajewskii A.C.Sm.
92. Myristica kalkmanii W.J.de Wilde
93. Myristica kjellbergii W.J.de Wilde
94. Myristica koordersii Warb.
95. Myristica laevifolia W.J.de Wilde
96. Myristica laevis W.J.de Wilde
97. Myristica lancifolia Poir.
98. Myristica lasiocarpa W.J.de Wilde
99. Myristica lepidota Blume
100. Myristica leptophylla W.J.de Wilde
101. Myristica longepetiolata W.J.de Wilde
102. Myristica longipes Warb.
103. Myristica lowiana King
104. Myristica macrantha A.C.Sm.
105. Myristica magnifica Bedd.
106. Myristica maingayi Hook.f.
107. Myristica malabarica Lam.
108. Myristica malaccensis Hook.f.
109. Myristica markgraviana A.C.Sm.
110. Myristica maxima Warb.
111. Myristica mediovibex W.J.de Wilde
112. Myristica mediterranea W.J.de Wilde
113. Myristica millepunctata W.J.de Wilde
114. Myristica mindanaensis Warb.
115. Myristica nana W.J.de Wilde
116. Myristica neglecta Warb.
117. Myristica nivea Merr.
118. Myristica olivacea W.J.de Wilde
119. Myristica ornata W.J.de Wilde
120. Myristica ovicarpa W.J.de Wilde
121. Myristica pachycarpidia W.J.de Wilde
122. Myristica pachyphylla A.C.Sm.
123. Myristica papillatifolia W.J.de Wilde
124. Myristica papyracea J.Sinclair
125. Myristica pedicellata J.Sinclair
126. Myristica perlaevis W.J.de Wilde
127. Myristica petiolata A.C.Sm.
128. Myristica philippensis Lam.
129. Myristica pilosella W.J.de Wilde
130. Myristica pilosigemma W.J.de Wilde
131. Myristica psilocarpa W.J.de Wilde
132. Myristica pubicarpa W.J.de Wilde
133. Myristica pumila W.J.de Wilde
134. Myristica pygmaea W.J.de Wilde
135. Myristica quercicarpa (J.Sinclair) W.J.de Wilde
136. Myristica robusta W.J.de Wilde
137. Myristica rosselensis J.Sinclair
138. Myristica rubrinervis W.J.de Wilde
139. Myristica rumphii (Blume) Kosterm.
140. Myristica sangowoensis (J.Sinclair) W.J.de Wilde
141. Myristica sarcantha W.J.de Wilde
142. Myristica schlechteri W.J.de Wilde
143. Myristica schleinitzii Engl.
144. Myristica scripta W.J.de Wilde
145. Myristica simiarum A.DC.
146. Myristica simulans W.J.de Wilde
147. Myristica sinclairii W.J.de Wilde
148. Myristica smythiesii J.Sinclair
149. Myristica sogeriensis W.J.de Wilde
150. Myristica sphaerosperma A.C.Sm.
151. Myristica subalulata Miq.
152. Myristica subcordata Blume
153. Myristica succedanea Blume
154. Myristica sulcata Warb.
155. Myristica sumbavana Warb.
156. Myristica tamrauensis W.J.de Wilde
157. Myristica tenuivenia J.Sinclair
158. Myristica teysmannii Miq.
159. Myristica trianthera W.J.de Wilde
160. Myristica tristis Warb.
161. Myristica tubiflora Blume
162. Myristica ultrabasica W.J.de Wilde
163. Myristica umbrosa J.Sinclair
164. Myristica uncinata J.Sinclair
165. Myristica undulatifolia J.Sinclair
166. Myristica velutina Markgr.
167. Myristica verruculosa W.J.de Wilde
168. Myristica villosa Warb.
169. Myristica vinkeana W.J.de Wilde
170. Myristica warburgii K.Schum.
171. Myristica wenzelii Merr.
172. Myristica womersleyi J.Sinclair
173. Myristica wyatt-smithii Airy Shaw
174. Myristica xylocarpa W.J.de Wilde
175. Myristica yunnanensis Y.H.Li

## Vanjske poveznice
|  | Zajednički poslužitelj ima još gradiva o temi Myristica |
|  | Wikivrste imaju podatke o taksonu Myristica             |